# Olympische Jugend-Winterspiele 2020/Teilnehmer (Haiti)
| Gelbes Symbol für Goldmedaillen mit stilisierten Olympischen Ringen | Graues Symbol für Silbermedaillen mit stilisierten Olympischen Ringen | Braundes Symbol für Bronzemedaillen mit stilisierten Olympischen Ringen |
| ------------------------------------------------------------------- | --------------------------------------------------------------------- | ----------------------------------------------------------------------- |
| —                                                                   | —                                                                     | —                                                                       |

Haiti nahm an den Olympischen Jugend-Winterspielen 2020 in Lausanne mit einem Athleten im Ski Alpin teil. Es war die erste Teilnahme an Olympischen Jugend-Winterspielen.

## Teilnehmer nach Sportarten

### Ski Alpin
| Athleten           | Wettbewerbe  | 1. Lauf     | 1. Lauf | 2. Lauf     | 2. Lauf | Gesamt      | Gesamt |
| Athleten           | Wettbewerbe  | Zeit        | Rang    | Zeit        | Rang    | Zeit        | Rang   |
| ------------------ | ------------ | ----------- | ------- | ----------- | ------- | ----------- | ------ |
| Jungen             |              |             |         |             |         |             |        |
| Mackenson Florindo | Riesenslalom | 1:19,94 min | 56      | 1:22,15 min | 52      | 2:42,09 min | 51     |
| Mackenson Florindo | Slalom       | DNF         | DNF     | DNF         | DNF     | DNF         | DNF    |
| Mackenson Florindo | Super-G      | DNS         | DNS     | DNS         | DNS     | DNS         | DNS    |
| Mackenson Florindo | Kombination  | DNS         | DNS     | DNS         | DNS     | DNS         | DNS    |